# Хурадо (Колумбия)
Хурадо (исп. Juradó) — город и муниципалитет на западе Колумбии, на территории департамента Чоко. Входит в состав субрегиона Пасифико-Норте.

## История
Поселение, из которого позднее вырос город, было основано в 1840 году. Муниципалитет Хурадо был выделен в отдельную административную единицу 13 декабря 1956 года.

## Географическое положение

Муниципалитет Хурадо

Город расположен в северо-западной части департамента, на побережье Тихого океана, вблизи устья реки Хурадо, на расстоянии приблизительно 196 километров к северо-западу от города Кибдо, административного центра департамента. Абсолютная высота — 6 метров над уровнем моря.
Муниципалитет Хурадо граничит на востоке с территорией муниципалитета Риосусио, на юго-востоке — с муниципалитетом Баия-Солано, на севере и северо-западе — с территорией Панамы, на западе и юге омывается водами Карибского моря. Площадь муниципалитета составляет 992 км².

## Население
По данным Национального административного департамента статистики Колумбии, совокупная численность населения города и муниципалитета в 2015 году составляла 3319 человек.
Динамика численности населения муниципалитета по годам:
| 2005 | 2006 | 2007 | 2008 | 2009 | 2010 | 2011 | 2012 | 2013 | 2014 | 2015 |
| ---- | ---- | ---- | ---- | ---- | ---- | ---- | ---- | ---- | ---- | ---- |
| 3609 | 3572 | 3540 | 3514 | 3485 | 3455 | 3428 | 3407 | 3373 | 3353 | 3319 |

Согласно данным переписи 2005 года мужчины составляли 53,6 % от населения Хурадо, женщины — соответственно 46,4 %. В расовом отношении индейцы составляли 55,5 % от населения города; негры, мулаты и райсальцы — 44,2 %; белые и метисы — 0,3 %.
Уровень грамотности среди всего населения составлял 78,6 %.